# Fort Waakzaamheid
Fort Waakzaamheid is een van de acht forten op het eiland Curaçao. Het staat op een heuvel, Seru Domi, ten zuiden van de westelijke oprit van de Koningin Julianabrug. Fort Waakzaamheid was een klein fort, dat slechts bestond uit een bastion met uitzicht over Otrobanda, het aangrenzende zeegebied en de Zwarte berg (Papiaments: Seru Pretu). Het fort werd in 1803 als bescherming tegen de Fransen gebouwd. 

## Geschiedenis

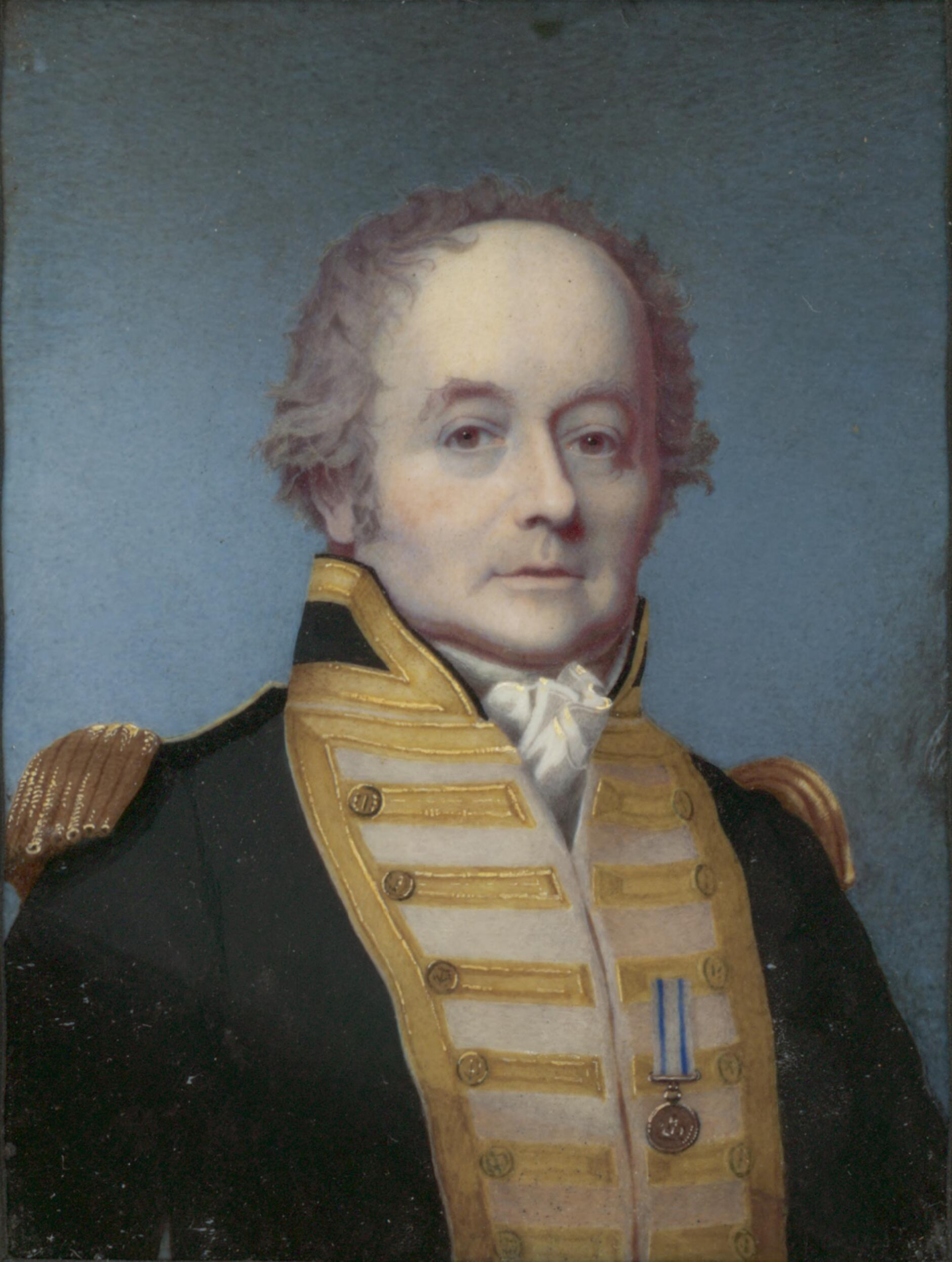
William Bligh, die het fort belegerde en innam

### Aanvallen van Fransen en Engelsen
In 1800 vielen de Fransen Curaçao aan, waar ze op Boca Samí aan land kwamen. In de wijk Otrabanda hielden zij zich vervolgens schuil en vielen ze de Nederlanders aan. Bij deze gevechten verging de halve wijk, maar Nederland wist de Fransen wel te verjagen. Als bescherming tegen nieuwe Franse aanvallen werd besloten tot de bouw van een fort, dat over de wijk kon uitkijken.
In 1804 werd het fort belegerd en ingenomen door William Bligh, de kapitein van de HMAV Bounty. Het fort is 26 dagen ingenomen geweest. Met de vier kanonnen, die bij het fort hoorden, heeft hij vervolgens de stad, met daarbij Fort Amsterdam, gebombardeerd. In de kerk aan de westkant van Fort Amsterdam is nog steeds een kanonskogel te zien. Na de 26 dagen is het fort weer in handen van de Nederlanders gekomen. In 1807 werd het verloren aan de Engelsen, maar het kwam in 1817 weer in Nederlandse handen. Er is daarna door Nederland nooit meer iets serieus met het fort gedaan.

### Na 1817
Tijdens de Tweede Wereldoorlog hebben Amerikanen luchtafweer op de muren geplaatst, barakken neergezet en een observatiepost ingericht. Hierna heeft het fort lange tijd als restaurant gediend, maar nadat het restaurant zijn deuren moest sluiten is het fort verder in verval geraakt. In 2012 is het fort enigszins opgeknapt door de Stichting Monumentenzorg Curaçao.
Fort Amsterdam - Fort Beekenburg - Fort Sint Michiel - Fort Nassau - Fort Piscadera - Riffort - Fort Waakzaamheid - Waterfort